# Nanae Sasaki
Nanae Sasaki (jap. 佐々木 七恵, Sasaki Nanae, nach Heirat Nanae Nagata, 永田 七恵, Nagata Nanae´; * 8. Februar 1956 in Ōfunato; † 27. Juni 2009) war eine japanische Marathonläuferin.
Die Absolventin der Nippon Sport Science University wechselte Ende der 1970er Jahre unter Anleitung von Kiyoshi Nakamura, der auch Toshihiko Seko trainierte, vom Mittelstreckenlauf zum Marathon.
1980 siegte sie bei der Premiere der Chūnichi Speed 20 km (dem Vorläufer des Nagoya-Marathons) sowie bei den 20 km von Sapporo und wurde Neunte beim Tokyo International Women’s Marathon. Im Jahr darauf kam sie beim Boston-Marathon mit der japanischen Bestzeit von 2:41:48 h auf den 13. Platz und wurde Fünfte in Tokio.
1982 wurde sie Elfte beim Osaka Women’s Marathon. Als Siegerin des Marathons von Christchurch gelang ihr mit 2:35:00 ein weiterer japanischer Rekord, und zum Saisonabschluss wurde sie Vierte in Tokio. 
Nach ihrem Sieg in Tokio 1983 wurde sie für die Premiere des Frauenmarathons bei den Olympischen Spielen 1984 nominiert. In Los Angeles lief sie in 2:37:04 auf Rang 19 ein.
Nach ihrem Sieg beim Nagoya-Marathon 1985 beendete sie ihre sportliche Laufbahn und heiratete. Sie wurde Mutter zweier Kinder und arbeitete als Trainerin und Beraterin für ihre alte Mannschaft, das Firmenteam von S&B Foods.
Im Alter von 53 Jahren erlag sie einem Darmkrebsleiden.

## Persönliche Bestzeiten
- 10.000 m: 32:54,90 min, 30. April 1984, Kōbe
- Marathon: 2:33:57 h, 3. März 1985, Nagoya